# Amerikai tányércsiga
Az amerikai tányércsiga vagy brazil tányércsiga (Planorbella duryi) eredetileg Floridában honos, tüdővel lélegző vízicsigafaj. Behurcolták Dél-Amerikába és Afrikába is és akváriumi csigaként Európában is több melegvizű tóba vagy patakba kivadult. Magyarországon a Hévízi-tóból ismert.  

## Megjelenése
A csigaház maximum 10 mm magas, 25 mm széles, 4-4,5 kanyarulatból áll, vastag korong alakú. A héj színe barna, sárgás vagy halvány narancsszínű, hasonlít a nagy tányércsigára, de kisebb nála. Köpenyfoltjai áttetszenek a vékony héjon. Köldöke széles és bemélyedő. Az állat sárgásbarna, nagyszámú apró, fekete pigmentfolttal tarkított; szemei a tapogatók tövében ülnek. Léteznek halványkék vagy pigment nélküli változatai is, ezek vérük hemoglobintartalma miatt rózsaszínűek és gyakran tartják őket akváriumban.

## Elterjedése
Eredetileg Floridában élt, de a növényszállítmányokkal és mint kivadult akváriumi faj elterjedt Brazíliában, Dél- és Kelet-Afrikában és Hawaiin. Európában az üvegházak és botanikus kertek melegvizű tavain kívül termálvizekben is előfordul: Magyarországon a Hévízi-tóban, Ausztriában Baden bei Wien-ben vagy Villachban. Szicíliában és Máltán kisebb természetes tavakban is megél. 2010-ben Szibériából is leírták.

## Életmódja
Mindenféle szerves anyaggal, korhadó növényekkel, üledékkel, kisebb elpusztult állatokkal, algával vagy haleledellel táplálkozik. Vadon élő példányai a házba visszahúzódva élőhelyük rövidebb ideig tartó kiszáradását is képesek átvészelni. Igénytelen, gyorsan szaporodó faj, a vízinövényekkel az akváriumba véletlenül behurcolt példányok kellemetlenek is lehetnek. Hermafroditák, szükség esetén önmegtermékenyítéssel is szaporodhatnak, de az életképes peték száma ilyenkor alacsony.  